# Una esclava en venta
Una esclava en venta es un cuadro del pintor sevillano José Jiménez Aranda realizado hacia 1897. Actualmente se encuentra en el Museo de Málaga y tiene unas dimensiones de 100 x 82 cm. 
La obra fue adquirida en 1905 con destino al Museo de Arte Moderno (hoy desaparecido y unificado al Museo del Prado), donde estuvo entre 1905 y 1971. Posteriormente pudo contemplarse en el Museo Español de Arte Contemporáneo entre 1971 y 1995 y en el Museo Nacional Centro de Arte Reina Sofía entre 1995 y 2016. En la actualidad se encuentra cedida por el Museo del Prado al Museo de Málaga.

## Representación
Una joven esclava, completamente desnuda y sentada sobre una alfombra, exhibe un cartel en griego que la ofrece en venta en un mercado oriental. Detrás, asoman los pies de los posibles compradores, que se arremolinan alrededor suyo para contemplar su indefensa desnudez. El presente cuadro es una de las obras más emblemáticas de José Jiménez Aranda, además de uno de los más interesantes desnudos de mujer de toda la pintura española del siglo XIX. También se trata de una pintura verdaderamente única en la producción de este maestro sevillano, en la que son llamativamente escasos los desnudos femeninos, así como los cuadros de argumento oriental.
Es un tema orientalista, de gran fortuna entre los pintores de esta generación, en el que se mezcla el gusto por lo exótico y oriental, dentro del ideal del Romanticismo, con la sensualidad y la calidad del tratamiento de la anatomía. Presenta como novedad el inusual encuadre, ya que se trata de un plano casi cinematográfico en el que aparece la joven postrada rodeada de los pies de sus posibles compradores. Destaca el contraste entre el vivo colorido de la alfombra y la pálida piel de la joven, representada con gran dignidad.
El texto griego del cartel que la joven lleva colgado al cuello dice

ΡΟΔΟΝ
ΕΤΩΝ ΙΗ
ΠΟΛΕΙΤΑΙ ΜΝΑΣ Ω

que traducido al castellano quiere decir

Rosa, 
de 18 años, 
se vende por 800 monedas

Este texto es interesante para los alumnos de Griego porque puede servir para explicar la voz medio-pasiva y el sistema griego de numeración.